# Сушнево-2
Сушнево-2 — посёлок в Петушинском районе Владимирской области России, входит в состав Пекшинского сельского поселения.

## География
Посёлок расположен в 6 км на юго-восток от центра поселения деревни Пекша, в 29 км на восток от райцентра города Петушки, близ ж/д платформы Сушнево на линии Москва — Владимир.

## История
После Великой Отечественной войны посёлок входил в состав Болдинского сельсовета Петушинского района, с 2005 года — в составе Пекшинского сельского поселения.

## Население
| 2002 | 2010 | 2021 |
| ---- | ---- | ---- |
| 142  | ↘94  | ↘70  |

## Инфраструктура
В посёлке находится дом отдыха «Сушнево-2».